# Монлуэ
Монлуэ́ (фр. Montloué) — коммуна во Франции, находится в регионе Пикардия. Департамент коммуны — Эна. Входит в состав кантона Вервен. Округ коммуны — Вервен.
Код INSEE коммуны — 02519.

## Население
Население коммуны на 2010 год составляло 157 человек.
| 1962 | 1968 | 1975 | 1982 | 1990 | 1999 | 2010 |
| ---- | ---- | ---- | ---- | ---- | ---- | ---- |
| 267  | 273  | 233  | 185  | 196  | 189  | 157  |

## Экономика
В 2010 году среди 108 человек трудоспособного возраста (15—64 лет) 81 были экономически активными, 27 — неактивными (показатель активности — 75,0 %, в 1999 году было 69,8 %). Из 81 активных жителей работали 66 человек (37 мужчин и 29 женщин), безработных было 15 (6 мужчин и 9 женщин). Среди 27 неактивных 5 человек были учениками или студентами, 14 — пенсионерами, 8 были неактивными по другим причинам.